# Reforma de Pineda
Reforma de Pineda là một đô thị thuộc bang Oaxaca, México. Năm 2005, dân số của đô thị này là 2691 người.